# Formel 1-VM 2008
Formel 1-VM 2008 hade 18 deltävlingar som kördes under perioden 16 mars-2 november 2008. Förarmästerskapet vanns av britten Lewis Hamilton och konstruktörsmästerskapet av Ferrari. 

## Nyheter
- USA:s Grand Prix lämnade Indianapolis Motor Speedway och utgår tills man hittar en ny bana.
- Europas Grand Prix återkom från och med säsongen 2008 och var planerat att köras under sju säsonger som ett stadslopp i Valencia i Spanien.
- Singapores Grand Prix tillkom som ett stadslopp och ett nattlopp och kommer att köras under fem säsonger.
- Australiens Grand Prix flyttades med tanke på europeiska TV-tittare fram en och en halv timme och startade klockan 15.30 lokal tid.
- Frankrikes Grand Prix blev kvar och kördes på Magny-Cours-banan även denna säsong.
- Spyker F1 sålt och övergick i Force India.
- Prodrive-stallet skulle tillkommit men man hade ingen egen bil och inget avtal med någon annan biltillverkare, vilka motsatte sig så kallade kundstall. Den 23 november 2007 meddelade Prodrive att man inte kommer att tävla i F1 2008.
- Den 6 maj 2008 meddelade Super Aguri att man drog sig ur tävlingen på grund av ekonomiska problem.

### Däckleverantör
- Bridgestone fortsatte som enda däckleverantör.

### Regeländringar
- Kvalificeringen ändrad så att Q1 är 20 minuter, Q2 är 15 minuter och Q3 är 10 minuter. Tidigare fick förarna ersätta den bränslemängd som använts under Q3, men den möjligheten är borttagen för att eliminera de impopulära bränslebrännarvarven i början av passet. Från och med Bahrains Grand Prix straffas förare som kör för sakta under sina in- och utvarv för att spara bränsle under Q3 med nedflyttning fem placeringar på startgriden.
- Traction control, antispinnsystem, och motorbroms förbjuds.
- Standardiserad Electronic Control Unit (ECU) som inkluderar en Engine Control Unit (ECU).
- Växellådan måste hålla under fyra deltävlingar i följd. Om växellådan byts tidigare flyttas bilens förare ner fem placeringar på startgriden före loppet. Om en förare inte fullföljer ett lopp tillåts denne att byta växellåda inför nästa lopp utan att drabbas av bestraffning.
- Ett motorbyte tillåts under säsongen utan att bilens förare flyttas ner på startgriden, men detta gäller inte i samband med den sista deltävlingen.
- Totalstopp för all motorutveckling från och med 2008 under 10 år men beslutet kan ändras efter fem år.
- Endast motorer som bekräftats av FIA och levereras senast 31 mars 2008 får användas under formel 1-VM 2008-2017.
- Stallen får under en säsong använda upp till fyra förare var, vilka samtliga kan ta mästerskapspoäng. Ett förarbyte kan göras när som helst före kvalificeringen men det måste godkännas av tävlingsledningen. Den nye föraren måste använda den motor och de däck som den ursprunglige föraren skulle använt.
- Planerade restriktioner gällande aerodynamiktester meddelas 11 januari 2008.
- Den totala mängden bränsle måste bestå av minst 5,75 procent biobränsle, vilket betyder att motorerna även måste klara den typen av bränsle.

## Vinnare
- Förare:  Lewis Hamilton, McLaren-Mercedes
- Konstruktör:  Ferrari, Italien

## Grand Prix-kalender
| Grand Prix                 | Datum        | Bana                             | Vinnande förare   | Vinnande tillverkare |   |
| -------------------------- | ------------ | -------------------------------- | ----------------- | -------------------- | - |
| Australiens Grand Prix     | 16 mars      | Albert Park                      | Lewis Hamilton    | McLaren-Mercedes     | * |
| Malaysias Grand Prix       | 23 mars      | Sepang                           | Kimi Räikkönen    | Ferrari              | * |
| Bahrains Grand Prix        | 6 april      | Sakhir                           | Felipe Massa      | Ferrari              | * |
| Spaniens Grand Prix        | 27 april     | Catalunya                        | Kimi Räikkönen    | Ferrari              | * |
| Turkiets Grand Prix        | 11 maj       | Istanbul Park                    | Felipe Massa      | Ferrari              | * |
| Monacos Grand Prix         | 25 maj       | Monaco (Stadslopp)               | Lewis Hamilton    | McLaren-Mercedes     | * |
| Kanadas Grand Prix         | 8 juni       | Montréal                         | Robert Kubica     | BMW                  | * |
| Frankrikes Grand Prix      | 22 juni      | Magny-Cours                      | Felipe Massa      | Ferrari              | * |
| Storbritanniens Grand Prix | 6 juli       | Silverstone                      | Lewis Hamilton    | McLaren-Mercedes     | * |
| Tysklands Grand Prix       | 20 juli      | Hockenheimring                   | Lewis Hamilton    | McLaren-Mercedes     | * |
| Ungerns Grand Prix         | 3 augusti    | Hungaroring                      | Heikki Kovalainen | McLaren-Mercedes     | * |
| Europas Grand Prix         | 24 augusti   | Valencia (Stadslopp)             | Felipe Massa      | Ferrari              | * |
| Belgiens Grand Prix        | 7 september  | Spa-Francorchamps                | Felipe Massa      | Ferrari              | * |
| Italiens Grand Prix        | 14 september | Monza                            | Sebastian Vettel  | Toro Rosso-Ferrari   | * |
| Singapores Grand Prix      | 28 september | Singapore (Stadslopp & nattlopp) | Fernando Alonso   | Renault              | * |
| Japans Grand Prix          | 12 oktober   | Fuji                             | Fernando Alonso   | Renault              | * |
| Kinas Grand Prix           | 19 oktober   | Shanghai                         | Lewis Hamilton    | McLaren-Mercedes     | * |
| Brasiliens Grand Prix      | 2 november   | Interlagos                       | Felipe Massa      | Ferrari              | * |

## Team och förare
| Stall       | Nummer     | Förare                             |
| ----------- | ---------- | ---------------------------------- |
| BMW         | 3          | Nick Heidfeld, Tyskland            |
| BMW         | 4          | Robert Kubica, Polen               |
| BMW         | Testförare | Christian Klien, Österrike         |
| BMW         | Testförare | Marko Asmer, Estland               |
| Ferrari     | 1          | Kimi Räikkönen, Finland            |
| Ferrari     | 2          | Felipe Massa, Brasilien            |
| Ferrari     | Testförare | Luca Badoer, Italien               |
| Ferrari     | Testförare | Marc Gené, Spanien                 |
| Force India | 20         | Giancarlo Fisichella, Italien      |
| Force India | 21         | Adrian Sutil, Tyskland             |
| Force India | Testförare | Vitantonio Liuzzi, Italien         |
| Force India | Testförare | Roldán Rodríguez, Spanien          |
| Force India | Testförare | Giedo van der Garde, Nederländerna |
| Honda       | 16         | Jenson Button, Storbritannien      |
| Honda       | 17         | Rubens Barrichello, Brasilien      |
| Honda       | Testförare | Alexander Wurz, Österrike          |
| McLaren     | 22         | Lewis Hamilton, Storbritannien     |
| McLaren     | 23         | Heikki Kovalainen, Finland         |
| McLaren     | Testförare | Pedro de la Rosa, Spanien          |
| McLaren     | Testförare | Gary Paffett, Storbritannien       |
| Red Bull    | 9          | David Coulthard, Storbritannien    |
| Red Bull    | 10         | Mark Webber, Australien            |
| Red Bull    | Testförare | Sébastien Buemi, Schweiz           |
| Renault     | 5          | Fernando Alonso, Spanien           |
| Renault     | 6          | Nelsinho Piquet, Brasilien         |
| Renault     | Testförare | Lucas di Grassi, Brasilien         |
| Renault     | Testförare | Romain Grosjean, Frankrike         |
| Renault     | Testförare | Sakon Yamamoto, Japan              |
| Super Aguri | 18         | Takuma Sato, Japan                 |
| Super Aguri | 19         | Anthony Davidson, Storbritannien   |
| Super Aguri | Testförare | James Rossiter, Storbritannien     |
| Toro Rosso  | 14         | Sébastien Bourdais, Frankrike      |
| Toro Rosso  | 15         | Sebastian Vettel, Tyskland         |
| Toyota      | 11         | Jarno Trulli, Italien              |
| Toyota      | 12         | Timo Glock, Tyskland               |
| Toyota      | Testförare | Kamui Kobayashi, Japan             |
| Williams    | 7          | Nico Rosberg, Tyskland             |
| Williams    | 8          | Kazuki Nakajima, Japan             |
| Williams    | Testförare | Nico Hülkenberg, Tyskland          |

## Slutställning

### Förare

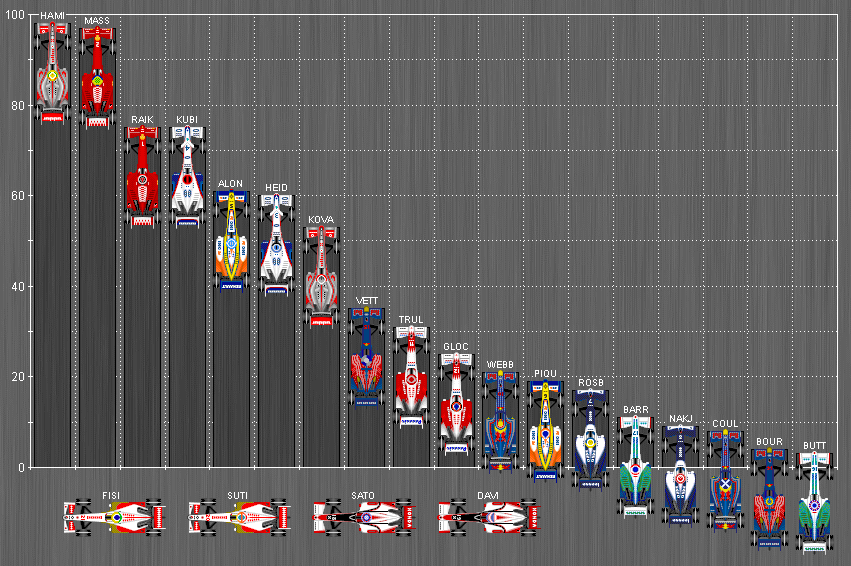
Slutställningen i bild

| Placering | Förare               | Konstruktör         | Poäng |
| --------- | -------------------- | ------------------- | ----- |
| 1         | Lewis Hamilton       | McLaren-Mercedes    | 98    |
| 2         | Felipe Massa         | Ferrari             | 97    |
| 3         | Kimi Räikkönen       | Ferrari             | 75    |
| 4         | Robert Kubica        | BMW                 | 75    |
| 5         | Fernando Alonso      | Renault             | 61    |
| 6         | Nick Heidfeld        | BMW                 | 60    |
| 7         | Heikki Kovalainen    | McLaren-Mercedes    | 53    |
| 8         | Sebastian Vettel     | Toro Rosso-Ferrari  | 35    |
| 9         | Jarno Trulli         | Toyota              | 31    |
| 10        | Timo Glock           | Toyota              | 25    |
| 11        | Mark Webber          | Red Bull-Renault    | 21    |
| 12        | Nelsinho Piquet      | Renault             | 19    |
| 13        | Nico Rosberg         | Williams-Toyota     | 17    |
| 14        | Rubens Barrichello   | Honda               | 11    |
| 15        | Kazuki Nakajima      | Williams-Toyota     | 9     |
| 16        | David Coulthard      | Red Bull-Renault    | 8     |
| 17        | Sebastien Bourdais   | Toro Rosso-Ferrari  | 4     |
| 18        | Jenson Button        | Honda               | 3     |
| 19        | Giancarlo Fisichella | Force India-Ferrari | 0     |
| 20        | Adrian Sutil         | Force India-Ferrari | 0     |
| -         | Takuma Sato          | Super Aguri-Honda   | 0     |
| -         | Anthony Davidson     | Super Aguri-Honda   | 0     |

### Konstruktörer
| Placering | Konstruktör         | Poäng |
| --------- | ------------------- | ----- |
| 1         | Ferrari             | 172   |
| 2         | McLaren-Mercedes    | 151   |
| 3         | BMW                 | 135   |
| 4         | Renault             | 80    |
| 5         | Toyota              | 56    |
| 6         | Toro Rosso-Ferrari  | 39    |
| 7         | Red Bull-Renault    | 29    |
| 8         | Williams-Toyota     | 26    |
| 9         | Honda               | 14    |
| 10        | Force India-Ferrari | 0     |
| 11        | Super Aguri-Honda   | 0     |